# Лиз Рајт
Лиз Рајт (енгл. Lizz Wright; Хејхајра, 22. јануар 1980) америчка је џез певачица и композиторка.
Рођена је у малом граду Хејхајра, Џорџија, као једно од троје деце и једина ћерка локалног свештеника. Као дете пева црквену музику и свира клавир у цркви. Такође се интересовала и за џез и блуз. Похађа Houston County средњу школу, где уз велике проблема бива примљена у хор, да би касније добила награду за хорско певање (National Choral Award). Затим одлази на Државни Универзитет Џорџија у Атланту на студије певања. Такође је студирала у Њујорку (New York New School) и Ванкуверу.
Лиз Рајт се у Атланти 2000. године придружила вокалном квартету In the Spirit, који убрзо добија позитивне критике, а већ 2002. потписује уговор са издавачком кућом Verve Records. Њен први албум Salt излази у пролеће 2003. године (достиже друго место топ-листе модерног џеза у 2004. (Billboard Top Contemporary Jazz chart)), а прати га Dreaming Wide Awake, јуна 2005. (достиже прво место на поменутој листи у 2005. и 2006. години).
Лиз Рајт је препозантљива по томе што на концертима често наступа боса, као и што се концертне песме често доста разликују од песама са носача звука. Инструментална подршка на концертима је такође променљива.

## Дискографија
- — 2003.
- — 2005.
- — 2008.[5][6][7][8]
- — 2010.[9]